# Artemivka, Borîspil
Artemivka (în ucraineană Артемівка - село мистецтва) este un sat în comuna Kuceakiv din raionul Borîspil, regiunea Kyiv, Ucraina.

## Demografie
Componența lingvistică a localității Artemivka
     Ucraineană (97,95%)
     Rusă (1,37%)
     Alte limbi (0,34%)
Conform recensământului din 2001, majoritatea populației localității Artemivka era vorbitoare de ucraineană (97,95%), existând în minoritate și vorbitori de rusă (1,37%).